# Laura de Witte

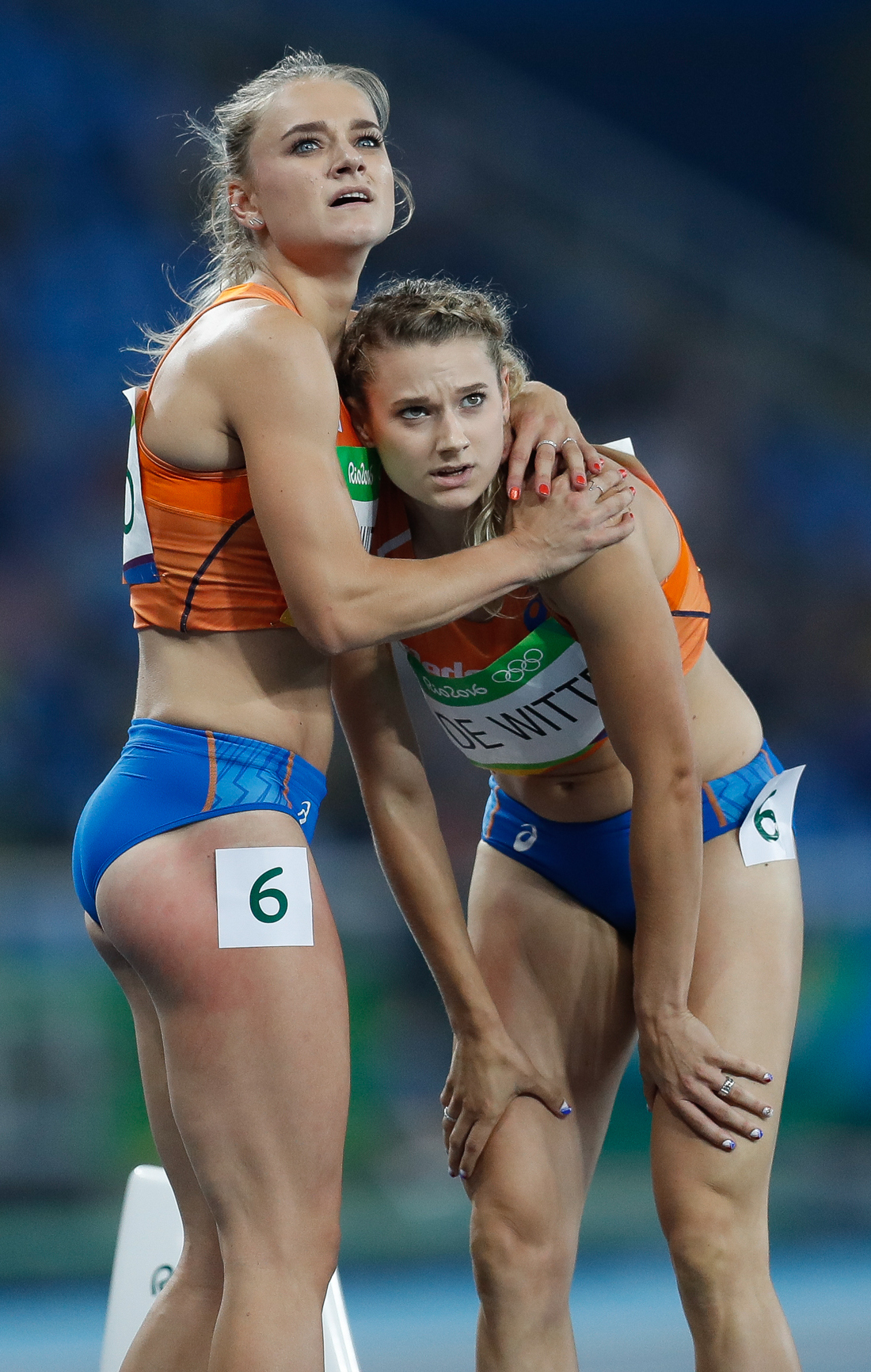
Schwester Lisanne und Laura de Witte bei den Olympischen Sommerspielen 2016 in Rio de Janeiro

Laura de Witte (* 7. August 1995 in Leek) ist eine niederländische Leichtathletin, die sich auf den Sprint spezialisiert hat.

## Karriere
Erste internationale Erfahrungen sammelte Laura de Witte beim Europäischen Olympischen Jugendfestival 2011 in Trabzon, bei dem sie im 200-Meter-Lauf mit 25,10 s im Halbfinale ausschied. 2013 nahm sie an den Junioreneuropameisterschaften in Rieti teil, schied dort aber mit 24,41 s in der ersten Runde aus. 2016 qualifizierte sie sich über 200 Meter für die Europameisterschaften in ihrer Heimat Amsterdam. Sie erreichte mit neuer persönlicher Bestzeit von 23,23 s das Halbfinale und schied dort mit 23,48 s aus. Mit der niederländischen 4-mal-400-Meter-Staffel belegte sie im Finale in 3:29,23 min den siebten Platz. Mit dieser Staffel qualifizierte sie sich auch für die Olympischen Spiele in Rio de Janeiro, bei denen sie mit 3:26,98 min in der Vorrunde ausschied, damit aber einen neuen niederländischen Rekord aufstellte. Bei den U23-Europameisterschaften 2017 in Bydgoszcz gewann sie in 52,51 s die Bronzemedaille im 400-Meter-Lauf. Bei den Weltmeisterschaften in London wurde sie mit der Staffel im Vorlauf disqualifiziert.
Im Jahr darauf qualifizierte sie sich über 400 Meter für die Europameisterschaften in Berlin, bei denen sie mit 52,57 s im Vorlauf ausschied. Auch bei den IAAF World Relays 2019 in Yokohama gelangte sie mit der Staffel in 3:30,07 min nicht bis in das Finale. Im Juli erreichte sie bei der Sommer-Universiade in Neapel das Halbfinale, in dem sie mit 54,45 s ausschied. Bei den World Athletics Relays 2021 im polnischen Chorzów belegte sie in der Mixed-Staffel in 3:21,02 min den achten Platz. Im August startete sie mit der 4-mal-400-Meter-Staffel bei den Olympischen Sommerspielen in Tokio und klassierte sich dort mit neuem Landesrekord von 3:23,74 min im Finale auf den sechsten Platz.
Ihre Schwester Lisanne de Witte ist ebenfalls Sprinterin.

## Bestleistungen
- 200 Meter: 23,23 s (+0,9 m/s), 6. Juli 2016 in Amsterdam
  - 200 Meter (Halle): 24,13 s, 6. Februar 2016 in Apeldoorn
- 400 Meter: 52,15 s, 14. Juli 2017 in Bydgoszcz
  - 400 Meter (Halle): 53,63 s, 18. Februar 2018 in Apeldoorn